# Chunsa Film Art Awards
Les Chunsa Film Art Awards (aussi appelé Icheon Chunsa Film Festival) sont des récompenses cinématographiques créées en 1990 et remises annuellement à Séoul en Corée du Sud à des professionnels du 7e art dans diverses catégories pour saluer les meilleures productions sud-coréennes.
Les prix tirent leur nom du pseudonyme de Na Un-gyu, l'un des plus importants acteurs et réalisateur de l'époque du film muet en Corée,,.

## Meilleur film
| #      | Année | Film                    | Réalisateur     |
| ------ | ----- | ----------------------- | --------------- |
| 1er    | 1990  | Black Republic          | Park Kwang-su   |
| 2e     | 1991  | Saui chanmi             | Kim Ho-sun      |
| 3e     | 1992  | Notre héros défiguré    | Park Jong-won   |
| 4e     | 1993  | La Chanteuse de pansori | Im Kwon-taek    |
| 5e     | 1994  | Les Monts Taebaek       | Im Kwon-taek    |
| 6e     | 1995  | A Single Spark          | Park Kwang-su   |
| 7e     | 1999  | Spring in My Hometown   | Lee Kwang-mo    |
| 8e     | 2000  | Joint Security Area     | Park Chan-wook  |
| 9e     | 2001  | Friend                  | Kwak Kyung-taek |
| 10e    | 2002  | Oasis                   | Lee Chang-dong  |
| 11e    | 2003  | Memories of Murder      | Bong Joon-ho    |
| 12e    | 2004  | When I Turned Nine      | Yun In-ho       |
| 13e    | 2005  | Blood Rain              | Kim Dae-seung   |
| 14e    | 2006  | Hanbando                | Kang Woo-suk    |
| 15e    | 2007  | Once in a Summer        | Joh Keun-shik   |
| 16e    | 2008  | Crossing                | Kim Tae-kyun    |
| 17e    | 2009  | Take Off                | Kim Yong-hwa    |
| 18e    | 2010  | Moss                    | Kang Woo-suk    |
| Arrêté |       |                         |                 |

## Meilleur réalisateur
| #   | Année | Réalisateur     | Film                                 |
| --- | ----- | --------------- | ------------------------------------ |
| 1er | 1990  | Jeong Ji-yeong  | North Korean Partisan in South Korea |
| 2e  | 1991  | Im Kwon-taek    | Fly High Run Far                     |
| 3e  | 1992  | Jeong Ji-yeong  | White Badge                          |
| 4e  | 1993  | Im Kwon-taek    | Sopyonje                             |
| 5e  | 1994  | Uhm Jong-sun    | Manmubang                            |
| 6e  | 1995  | Park Kwang-su   | A Single Spark                       |
| 7e  | 1999  | Park Chul-soo   | Kazoku Cinema                        |
| 8e  | 2000  | Park Chan-wook  | Joint Security Area                  |
| 9e  | 2001  | Kwak Kyung-taek | Friend                               |
| 10e | 2002  | Lee Chang-dong  | Oasis                                |
| 11e | 2003  | Bong Joon-ho    | Memories of Murder                   |
| 12e | 2004  | Yun In-ho       | When I Turned Nine                   |
| 13e | 2005  | Kim Dae-seung   | Blood Rain                           |
| 14e | 2006  | Kang Woo-suk    | Hanbando                             |
| 15e | 2007  | Joh Keun-shik   | Once in a Summer                     |
| 16e | 2008  | Kim Tae-kyun    | Crossing                             |
| 17e | 2009  | Park Chan-wook  | Thirst                               |
| 18e | 2010  | Kang Woo-suk    | Moss                                 |
| 19e | 2014  | N/A             | N/A                                  |
| 20e | 2015  | Kim Seong-hun   | Hard Day                             |
| 21e | 2016  | Choi Dong-hoon  | Assassination                        |
| 22e | 2017  | Na Hong-jin     | The Strangers                        |
| 23e | 2018  | Hwang Dong-hyuk | The Fortress                         |
| 24e | 2019  | Bong Joon Ho    | Parasite                             |
| 25e | 2020  | Won Shin-yeon   | The Battle: Roar to Victory          |
| 26e | 2021  | Jo Sung-hee     | Space Sweepers                       |
| 27e | 2022  | Park Chan-wook  | Decision to Leave                    |
| 28e | 2023  | Kim Jee-woon    | Ça tourne à Séoul !                  |

## Meilleur acteur
| #   | Année | Acteur                     | Film                                 |
| --- | ----- | -------------------------- | ------------------------------------ |
| 1er | 1990  | Ahn Sung-ki                | North Korean Partisan in South Korea |
| 2e  | 1991  | Lee Deok-hwa               | Fly High Run Far                     |
| 3e  | 1992  | Moon Sung-keun             | Road to the Racetrack                |
| 4e  | 1993  | Lee Deok-hwa               | I Will Survive                       |
| 5e  | 1994  | Jang Dong-hwi              | Manmubang                            |
| 6e  | 1995  | Hong Kyung-in              | A Single Spark                       |
| 7e  | 1999  | Park Shin-yang             | A Promise                            |
| 8e  | 2000  | Sol Kyung-gu               | Peppermint Candy                     |
| 9e  | 2001  | Yu Oh-seong                | Friend                               |
| 10e | 2002  | Sol Kyung-gu               | Oasis                                |
| 11e | 2003  | Song Kang-ho               | Memories of Murder                   |
| 12e | 2004  | Choi Min-sik               | Old Boy                              |
| 13e | 2005  | Lee Byung-hun              | A Bittersweet Life                   |
| 14e | 2006  | Kam Woo-sung               | Le Roi et le Clown                   |
| 15e | 2007  | Cha Seung-won              | My Son                               |
| 16e | 2008  | Kim Yoon-seok Ha Jeong-woo | The Chaser                           |
| 17e | 2009  | Song Kang-ho               | Thirst                               |
| 18e | 2010  | Sol Kyung-gu               | No Mercy                             |
| 19e | 2014  | Song Kang-ho               | The Attorney                         |
| 20e | 2015  | Ha Jung-woo                | Kundo: Age of the Rampant            |
| 21e | 2016  | Yoo Ah-in                  | Sado                                 |
| 22e | 2017  | Ha Jung-woo                | The Tunnel                           |
| 23e | 2018  | Jung Woo-sung              | Steel Rain                           |
| 24e | 2019  | Joo Ji Hoon                | Dark Figure of Crime                 |

## Meilleure actrice
| #   | Année | Actrice                          | Film                    |
| --- | ----- | -------------------------------- | ----------------------- |
| 1er | 1990  | Shim Hye-jin                     | Black Republic          |
| 2e  | 1991  | Chang Mi-hee                     | Saui chanmi             |
| 3e  | 1992  | Kang Soo-yeon                    | Road to the Racetrack   |
| 4e  | 1993  | Oh Jung-hae                      | Sopyonje                |
| 5e  | 1994  | Shim Hye-jin                     | Out to the World        |
| 6e  | 1995  | Bang Eun-jin                     | 301, 302                |
| 7e  | 1999  | Lee Mi-sook                      | An Affair               |
| 8e  | 2000  | Jeon Do-yeon                     | Happy End (en)          |
| 9e  | 2001  | Bae Doona Lee Yo-won Ok Ji-young | Take Care of My Cat     |
| 10e | 2002  | Moon So-ri                       | Oasis                   |
| 11e | 2003  | Moon So-ri                       | Une femme coréenne      |
| 12e | 2004  | Kim Hye-soo                      | Hypnotized              |
| 12e | 2004  | Lee Na-young                     | Someone Special         |
| 13e | 2005  | Jeon Do-yeon                     | You Are My Sunshine     |
| 14e | 2006  | Kim Hye-soo                      | Tazza: The High Rollers |
| 15e | 2007  | Kim Ah-joong                     | 200 Pounds Beauty       |
| 16e | 2008  | Lee Mi-yeon                      | Love Exposure           |
| 17e | 2009  | Shin Min-a                       | Go Go 70s               |
| 18e | 2010  | Uhm Jung-hwa                     | Bestseller              |
| 19e | 2014  | Shim Eun-kyung                   | Miss Granny             |
| 20e | 2015  | Bae Doona                        | A Girl at My Door       |
| 21e | 2016  | Kim Hye-soo                      | Coin Locker Girl        |
| 22e | 2017  | Son Ye-jin                       | The Truth Beneath       |
| 23e | 2018  | Kim Ok-vin                       | The Villainess          |
| 24e | 2019  | Jo Yeo Jeong                     | Parasite                |
| 28e | 2023  | Kim Hye-su                       | Smugglers               |

## Meilleur acteur dans un second rôle
| #   | Année | Acteur                    | Film                                  |
| --- | ----- | ------------------------- | ------------------------------------- |
| 1er | 1990  | N/A                       | N/A                                   |
| 2e  | 1991  | Lee Geung-young           | Eunmaneun oji anhneunda               |
| 3e  | 1992  | Lee Geung-young           | White Badge                           |
| 3e  | 1992  | Hong Kyung-in Go Jeong-il | Notre héros défiguré                  |
| 4e  | 1993  | Lee Il-woong              | I Will Survive                        |
| 5e  | 1994  | Lee Geung-young           | Out to the World                      |
| 6e  | 1995  | Lee Hae-ryong             | Mugoonghwa - Korean National Flower   |
| 7e  | 1999  | N/A                       | N/A                                   |
| 8e  | 2000  | Shin Ha-kyun              | Joint Security Area                   |
| 9e  | 2001  | N/A                       | N/A                                   |
| 10e | 2002  | Kang Shin-il              | Public Enemy                          |
| 11e | 2003  | Park No-shik              | Memories of Murder                    |
| 12e | 2004  | Jung Doo-hong             | Fighter in the Wind                   |
| 13e | 2005  | Park Yong-woo             | Blood Rain                            |
| 14e | 2006  | Lee Beom-soo              | The City of Violence                  |
| 14e | 2006  | Jang Hang-sun             | Le Roi et le Clown                    |
| 15e | 2007  | Oh Dal-su                 | Once in a Summer                      |
| 15e | 2007  | Jo Han-sun                | Cruel Winter Blues                    |
| 16e | 2008  | Kim Yeong-cheol           | My Father                             |
| 17e | 2009  | Sung Dong-il              | Take Off                              |
| 17e | 2009  | Park Hee-soon             | The Scam                              |
| 18e | 2010  | Ko Chang-seok             | A Barefoot Dream                      |
| 18e | 2010  | Yoo Jun-sang              | Moss                                  |
| 19e | 2014  | N/A                       | N/A                                   |
| 20e | 2015  | N/A                       | N/A                                   |
| 21e | 2016  | Cho Jin-woong             | Assassination                         |
| 22e | 2017  | Park Jung-min             | Dongju: The Portrait of a Poet        |
| 23e | 2018  | Kim Dong-wook             | Along With the Gods : Les Deux Mondes |
| 24e | 2019  | Steven Yeun               | Burning                               |
| 28e | 2023  | Kim Jong-soo              | Smugglers                             |

## Meilleure actrice dans un second rôle
| #   | Année | Actrice         | Film                     |
| --- | ----- | --------------- | ------------------------ |
| 1er | 1990  | N/A             | N/A                      |
| 2e  | 1991  | Kim Bo-yeon     | Eunmaneun oji anhneunda  |
| 3e  | 1992  | Kim Bo-yeon     | Road to the Racetrack    |
| 4e  | 1993  | Moon Mi-bong    | When Adam Opens His Eyes |
| 5e  | 1994  | Jung Kyung-soon | Les Monts Taebaek        |
| 6e  | 1995  | Kim Bo-yeon     | A Hot Roof               |
| 7e  | 1999  | N/A             | N/A                      |
| 8e  | 2000  | Kim Sung-nyeo   | Chunhyang                |
| 9e  | 2001  | N/A             | N/A                      |
| 10e | 2002  | Ye Ji-won       | Turning Gate             |
| 11e | 2003  | Song Yun-ah     | Jail Breakers            |
| 12e | 2004  | Go Doo-shim     | My Mother, the Mermaid   |
| 13e | 2005  | Oh Mi-hee       | All for Love             |
| 14e | 2006  | Kim Soo-mi      | Barefoot Ki-bong         |
| 15e | 2007  | Uhm Ji-won      | Traces of Love           |
| 16e | 2008  | Kim Ji-young    | Forever the Moment       |
| 17e | 2009  | Kim Hae-sook    | Thirst                   |
| 17e | 2009  | Lee Hye-sook    | Take Off                 |
| 18e | 2010  | Youn Yuh-jung   | The Housemaid            |
| 19e | 2014  | N/A             | N/A                      |
| 20e | 2015  | N/A             | N/A                      |
| 21e | 2016  | Uhm Ji-won      | The Silenced             |
| 22e | 2017  | Yoo In-young    | Misbehavior              |
| 23e | 2018  | Kim Sun-young   | Communication & Lies     |
| 24e | 2019  | Lee Jung Eun    | Parasite                 |

## Meilleur nouveau réalisateur
| #   | Année | Réalisateur      | Film                                         |
| --- | ----- | ---------------- | -------------------------------------------- |
| 1er | 1990  | Hwang Qu-duk     | Our Class Accepts Anyone Regardless of Grade |
| 2e  | 1991  | Lee Myung-se     | My Love, My Bride                            |
| 2e  | 1991  | Won Jung-soo     | Lost Love                                    |
| 3e  | 1992  | Kim Ui-seok      | Marriage Story                               |
| 4e  | 1993  | Lee Hyun-seung   | The Blue in You                              |
| 5e  | 1994  | Kim Hong-joon    | La Vie en rose                               |
| 6e  | 1995  | Lee Min-yong     | A Hot Roof                                   |
| 7e  | 1999  | Lee Jeong-hyang  | Art Museum by the Zoo                        |
| 8e  | 2000  | Kim Jung-kwon    | Ditto                                        |
| 8e  | 2000  | Kim Ki-young     | Truth Game                                   |
| 9e  | 2001  | N/A              | N/A                                          |
| 10e | 2002  | Kim Hyun-seok    | YMCA Baseball Team                           |
| 11e | 2003  | Jang Joon-hwan   | Save the Green Planet!                       |
| 12e | 2004  | Kim Hak-soon     | Rewind                                       |
| 13e | 2005  | Jeong Yoon-cheol | Marathon                                     |
| 14e | 2006  | Lee Hwan-kyung   | Lump Sugar                                   |
| 15e | 2007  | Lee Jeong-beom   | Cruel Winter Blues                           |
| 16e | 2008  | Na Hong-jin      | The Chaser                                   |
| 17e | 2009  | Park Geun-yong   | Lifting King Kong                            |
| 18e | 2010  | Kang Dae-kyu     | Harmony                                      |
| 19e | 2014  | Yang Woo-suk     | The Attorney                                 |
| 20e | 2015  | Woo Moon-gi      | The King of Jokgu                            |
| 21e | 2016  | Hong Seok-jae    | Socialphobia                                 |
| 22e | 2017  | Kim Jin-hwang    | The Boys Who Cried Wolf                      |
| 23e | 2018  | Kang Yoon-sung   | The Outlaws                                  |
| 24e | 2019  | Kim Tae Kyun     | Dark Figure of Crime                         |

## Meilleur nouvel acteur
| #   | Année | Acteur         | Film                       |
| --- | ----- | -------------- | -------------------------- |
| 1er | 1990  | Moon Sung-keun | Black Republic             |
| 2e  | 1991  | Choi Jin-young | Beyond the Mountain        |
| 3e  | 1992  | Kim Yong-il    | A Surrogate Father         |
| 4e  | 1993  | Kim Kyu-chul   | Seopyeonje                 |
| 5e  | 1994  | Kim Kap-soo    | Les Monts Taebaek          |
| 6e  | 1995  | Han Suk-kyu    | Doctor Bong                |
| 6e  | 1995  | Lee Byung-hun  | Who Drives Me Mad?         |
| 7e  | 1999  | Lee Sung-jae   | Art Museum by the Zoo      |
| 8e  | 2000  | Yoo Ji-tae     | Ditto                      |
| 9e  | 2001  | N/A            | N/A                        |
| 10e | 2002  | Kim Sang-kyung | Turning Gate               |
| 11e | 2003  | Park Hae-il    | Jealousy Is My Middle Name |
| 12e | 2004  | Won Bin        | Frères de sang             |
| 13e | 2005  | Jin Tae-hyun   | All for Love               |
| 14e | 2006  | Uhm Tae-woong  | Family Ties                |
| 15e | 2007  | Jung Kyung-ho  | Herb                       |
| 16e | 2008  | Daniel Henney  | My Father                  |
| 17e | 2009  | Song Chang-eui | Once Upon a Time in Seoul  |
| 17e | 2009  | Cho Seung-woo  | Go Go 70s                  |
| 18e | 2010  | Cho Jin-woong  | Bestseller                 |
| 18e | 2010  | Choi Jae-woong | The Sword with No Name     |
| 19e | 2014  | N/A            | N/A                        |
| 20e | 2015  | N/A            | N/A                        |
| 21e | 2016  | Kang Ha-neul   | Twenty                     |
| 22e | 2017  | Koo Kyo-hwan   | Beaten Black and Blue      |
| 23e | 2018  | Oh Seung-hoon  | Method                     |
| 24e | 2019  | Gong Myung     | Extreme Job                |

## Meilleure nouvelle actrice
| #   | Année | Actrice         | Film                                 |
| --- | ----- | --------------- | ------------------------------------ |
| 1er | 1990  | Choi Jin-sil    | North Korean Partisan in South Korea |
| 2e  | 1991  | Kim Geum-yong   | Beyond the Mountain                  |
| 2e  | 1991  | Kim Sung-ryung  | Who Saw the Dragon's Claws?          |
| 3e  | 1992  | Oh Yeon-soo     | Women Upstairs, Men Downstairs       |
| 4e  | 1993  | Park Sun-young  | The Man With Breasts                 |
| 4e  | 1993  | Lee Yoon-sung   | When Adam Opens His Eyes             |
| 5e  | 1994  | Jung Sun-kyung  | To You, From Me                      |
| 6e  | 1995  | Lee Ji-eun      | My Dear Keum-hong                    |
| 7e  | 1999  | Kim Gyu-ri      | Whispering Corridors                 |
| 7e  | 1999  | Kim Yeo-jin     | Girls' Night Out                     |
| 8e  | 2000  | Lee Ji-hyun     | La Belle                             |
| 9e  | 2001  | N/A             | N/A                                  |
| 10e | 2002  | Seo Won         | Bad Guy                              |
| 11e | 2003  | Hwang Jung-min  | Save the Green Planet!               |
| 12e | 2004  | Moon Geun-young | My Little Bride                      |
| 13e | 2005  | Seo Young-hee   | All for Love                         |
| 14e | 2006  | Lee Bo-young    | A Dirty Carnival                     |
| 15e | 2007  | Lee Se-eun      | Once in a Summer                     |
| 16e | 2008  | Lee Hwa-seon    | Sex Is Zero 2                        |
| 16e | 2008  | Jo Eun-ji       | Forever the Moment                   |
| 17e | 2009  | Jo An           | Lifting King Kong                    |
| 18e | 2010  | Kang Ye-won     | Harmony                              |
| 19e | 2014  | N/A             | N/A                                  |
| 20e | 2015  | N/A             | N/A                                  |
| 21e | 2016  | Park So-dam     | The Priests                          |
| 22e | 2017  | Lee Sang-hee    | Our Love Story                       |
| 23e | 2018  | Choi Hee-seo    | Anarchist from Colony                |
| 24e | 2019  | Jeon Yeo Bin    | After My Death                       |
|     | 2019  | Jin Ki-joo      | Little Forrest                       |
| 25e | 2020  | Choi Sung-eun   | Start-up                             |
| 28e | 2023  | Go Min-si       | Smugglers                            |

## Meilleur jeune acteur/actrice
| #      | Année | Acteur/Actrice                                    | Film               |
| ------ | ----- | ------------------------------------------------- | ------------------ |
| 1er    | 1990  | N/A                                               | N/A                |
| 2e     | 1991  | N/A                                               | N/A                |
| 3e     | 1992  | N/A                                               | N/A                |
| 4e     | 1993  | Oh Tae-kyung                                      | Hwa-Om-Kyung       |
| 5e     | 1994  | N/A                                               | N/A                |
| 6e     | 1995  | N/A                                               | N/A                |
| 7e     | 1996  | N/A                                               | N/A                |
| 8e     | 1997  | N/A                                               | N/A                |
| 9e     | 1998  | N/A                                               | N/A                |
| 10e    | 1999  | N/A                                               | N/A                |
| 11e    | 2003  | N/A                                               | N/A                |
| 12e    | 2004  | Lee Se-young, Kim Seok, Na Ah-hyun, Kim Myung-jae | When I Turned Nine |
| 13e    | 2005  | Lee Jae-eung                                      | Bravo, My Life     |
| 14e    | 2006  | N/A                                               | N/A                |
| 15e    | 2007  | N/A                                               | N/A                |
| 16e    | 2008  | Shin Myeong-cheol                                 | Crossing           |
| 17e    | 2009  | Wang Seok-hyeon                                   | Scandal Makers     |
| Arrêté |       |                                                   |                    |

## Meilleur scénario
| #   | Année | Scénariste                                  | Film                    |
| --- | ----- | ------------------------------------------- | ----------------------- |
| 1er | 1990  | Yun Dae-seong                               | Black Republic          |
| 2e  | 1991  | [Original] Im Yu-sun                        | Saui chanmi             |
| 2e  | 1991  | [Adapted] Jang Kil-su                       | Eunmaneun oji anhneunda |
| 3e  | 1992  | [Original] Park Heon-su                     | Marriage Story          |
| 3e  | 1992  | [Adaptation] Park Jong-won, Jang Hyun-soo   | Notre héros défiguré    |
| 4e  | 1993  | Moon Sang-hoon                              | Mother's Field          |
| 5e  | 1994  | Jang Hyun-soo, Kang Je-gyu                  | The Rules of the Game   |
| 6e  | 1995  | Lee Kyung-sik                               | A Hot Roof              |
| 7e  | 1999  | Lee Jeong-hyang                             | Art Museum by the Zoo   |
| 8e  | 2000  | Lee Chang-dong                              | Peppermint Candy        |
| 9e  | 2001  | Yim Soon-rye                                | Waikiki Brothers        |
| 10e | 2002  | Lee Chang-dong                              | Oasis                   |
| 11e | 2003  | Bong Joon-ho, Shim Sung-bo                  | Memories of Murder      |
| 12e | 2004  | Lee Man-hee                                 | When I Turned Nine      |
| 13e | 2005  | Yu Seong-hyeop, Min Kyu-dong                | All for Love            |
| 14e | 2006  | Jang Min-seok, Park Eun-yeong               | Maundy Thursday         |
| 15e | 2007  | Jang Min-seok                               | Traces of Love          |
| 16e | 2008  | Lee Yu-jin                                  | Crossing                |
| 16e | 2008  | Na Hong-jin, Lee Shin-ho, Hong Won-chan     | The Chaser              |
| 17e | 2009  | Lee Hae-jun                                 | Castaway on the Moon    |
| 18e | 2010  | Yoon Jae-goo                                | Secret                  |
| 19e | 2014  | Shin Dong-ik, Hong Yun-jeong, Dong Hee-seon | Miss Granny             |
| 20e | 2015  | Park Su-jin                                 | Ode to My Father        |
| 21e | 2016  | Cho Chul-hyun                               | Sado                    |
| 22e | 2017  | Lee Kyoung-mi                               | The Truth Beneath       |
| 23e | 2018  | Shin Yeon-shick                             | Romans 8:37             |
| 24e | 2019  | Bong Joon ho, Han Jin won                   | Parasite                |

## Meilleure photographie
| #      | Année | Directeur de la photographie  | Film                                 |
| ------ | ----- | ----------------------------- | ------------------------------------ |
| 1er    | 1990  | Yoo Young-gil                 | North Korean Partisan in South Korea |
| 2e     | 1991  | Lee Seong-chun                | Saui chanmi                          |
| 3e     | 1992  | Park Seung-bae                | Walking All the Way to Heaven        |
| 4e     | 1993  | Yoo Young-gil                 | Hwa-Om-Kyung                         |
| 5e     | 1994  | Jung Il-sung                  | Les Monts Taebaek                    |
| 6e     | 1995  | Yoo Young-gil                 | A Single Spark                       |
| 7e     | 1999  | Jeon Jo-myeong                | A Promise                            |
| 8e     | 2000  | Jung Il-sung                  | Chunhyang                            |
| 9e     | 2001  | Seo Jeong-min                 | Libera Me                            |
| 10e    | 2002  | Park Hyun-cheol               | YMCA Baseball Team                   |
| 11e    | 2003  | Kim Hyung-koo                 | Memories of Murder                   |
| 12e    | 2004  | Chung Chung-hoon              | Old Boy                              |
| 13e    | 2005  | Choi Young-hwan               | Blood Rain                           |
| 14e    | 2006  | Yun Hong-shik                 | Blue Swallow                         |
| 15e    | 2007  | Park Hyun-cheol               | 200 Pounds Beauty                    |
| 16e    | 2008  | Jung Han-cheol                | Crossing                             |
| 17e    | 2009  | Park Hee-ju                   | Portrait of a Beauty                 |
| 18e    | 2010  | Kim Seong-bok, Kim Yong-heung | Moss                                 |
| Arrêté |       |                               |                                      |

## Meilleure lumière
| #      | Année | Éclairagiste  | Film                          |
| ------ | ----- | ------------- | ----------------------------- |
| 1er    | 1990  | N/A           | N/A                           |
| 2e     | 1991  | Im Jae-young  | Saui chanmi                   |
| 3e     | 1992  | Kim Kang-il   | Walking All the Way to Heaven |
| 4e     | 1993  | Kim Dong-ho   | Hwa-Om-Kyung                  |
| 5e     | 1994  | Lee Min-bu    | Les Monts Taebaek             |
| 6e     | 1995  | Kim Dong-hoo  | A Single Spark                |
| 7e     | 1999  | Lee Ju-saeng  | A Promise                     |
| 8e     | 2000  | Lee Min-bu    | Chunhyang                     |
| 8e     | 2000  | Im Jae-young  | Joint Security Area           |
| 9e     | 2001  | Lee Seung-gu  | The Last Witness              |
| 10e    | 2002  | N/A           | N/A                           |
| 11e    | 2003  | Park Hyun-won | The Classic                   |
| 12e    | 2004  | Ji Gil-soo    | Fighter in the Wind           |
| 13e    | 2005  | Kim Sung-kwan | Blood Rain                    |
| 14e    | 2006  | Lee Kang-san  | The Host                      |
| 15e    | 2007  | Im Jae-young  | Hwang Jin-yi                  |
| 16e    | 2008  | Park Se-mun   | Shadows in the Palace         |
| 17e    | 2009  | Park Hyun-won | Thirst                        |
| 18e    | 2010  | Kang Dae-hee  | Moss                          |
| Arrêté |       |               |                               |

## Meilleur montage
| #      | Année | Monteur        | Film                    |
| ------ | ----- | -------------- | ----------------------- |
| 1er    | 1990  | Kim Hyeon      | Black Republic          |
| 2e     | 1991  | Yeo Dong-chun  | Saui chanmi             |
| 3e     | 1992  | Lee Kyeong-ja  | Notre héros défiguré    |
| 4e     | 1993  | N/A            | N/A                     |
| 5e     | 1994  | N/A            | N/A                     |
| 6e     | 1995  | N/A            | N/A                     |
| 7e     | 1999  | N/A            | N/A                     |
| 8e     | 2000  | N/A            | N/A                     |
| 9e     | 2001  | N/A            | N/A                     |
| 10e    | 2002  | N/A            | N/A                     |
| 11e    | 2003  | Kim Sun-min    | Memories of Murder      |
| 12e    | 2004  | Kim Sang-bum   | Old Boy                 |
| 13e    | 2005  | Kim Sang-bum   | Blood Rain              |
| 14e    | 2006  | Shin Min-kyung | Tazza: The High Rollers |
| 15e    | 2007  | Park Gok-ji    | 200 Pounds Beauty       |
| 16e    | 2008  | Lee Hyeon-mi   | Love Exposure           |
| 17e    | 2009  | Park Gok-ji    | Portrait of a Beauty    |
| 18e    | 2010  | Ko Im-pyo      | Moss                    |
| Arrêté |       |                |                         |

## Meilleure direction artistique
| #      | Année | Directeur artistique        | Film                                       |
| ------ | ----- | --------------------------- | ------------------------------------------ |
| 1er    | 1990  | N/A                         | N/A                                        |
| 2e     | 1991  | Jo Yong-san                 | Saui chanmi                                |
| 3e     | 1992  | Jo Yong-san                 | Walking All the Way to Heaven              |
| 4e     | 1993  | Kim Yoon-joon               | Sopyonje                                   |
| 5e     | 1994  | N/A                         | N/A                                        |
| 6e     | 1995  | N/A                         | N/A                                        |
| 7e     | 1999  | N/A                         | N/A                                        |
| 8e     | 2000  | N/A                         | N/A                                        |
| 9e     | 2001  | N/A                         | N/A                                        |
| 10e    | 2002  | Kang Seung-yong             | YMCA Baseball Team                         |
| 11e    | 2003  | Oh Sang-man                 | Spring, Summer, Fall, Winter... and Spring |
| 12e    | 2004  | Yoon Joo-hoon               | Hypnotized                                 |
| 13e    | 2005  | N/A                         | N/A                                        |
| 14e    | 2006  | N/A                         | N/A                                        |
| 16e    | 2008  | Kim Hyeon-ok                | Crossing                                   |
| 17e    | 2009  | Lee Ha-jun                  | Portrait of a Beauty                       |
| 18e    | 2010  | Yang Hok-sam, Jang Seok-jin | Bestseller                                 |
| Arrêté |       |                             |                                            |

## Meilleure musique
| #      | Année | Compositeur                    | Film                                 |
| ------ | ----- | ------------------------------ | ------------------------------------ |
| 1er    | 1990  | Shin Byeong-ha                 | North Korean Partisan in South Korea |
| 2e     | 1991  | Shin Byeong-ha                 | Fly High Run Far                     |
| 3e     | 1992  | Shin Byeong-ha                 | White Badge                          |
| 4e     | 1993  | Lee Jong-gu                    | Hwa-Om-Kyung                         |
| 5e     | 1994  | Lee Cheol-hyeok                | Manmubang                            |
| 6e     | 1995  | Kim Soo-chul                   | My Dear Keum-hong                    |
| 7e     | 1999  | Won Il                         | Spring in My Hometown                |
| 8e     | 2000  | Jo Yeong-wook                  | Joint Security Area                  |
| 9e     | 2001  | N/A                            | N/A                                  |
| 10e    | 2002  | Baik Hyun-jhin, Jang Young-gyu | Sympathy for Mister Vengeance        |
| 11e    | 2003  | Jo Yeong-wook                  | The Classic                          |
| 12e    | 2004  | Jang Young-gyu                 | Hypnotized                           |
| 13e    | 2005  | Bang Jun-seok                  | Crying Fist                          |
| 14e    | 2006  | Lee Dong-joon                  | Lump Sugar                           |
| 15e    | 2007  | Shim Hyun-jung                 | Once in a Summer                     |
| 16e    | 2008  | Kim Tae-seong                  | Crossing                             |
| 17e    | 2009  | Kim Jun-seok                   | Lifting King Kong                    |
| 18e    | 2010  | Jo Yeong-wook                  | Moss                                 |
| Arrêté |       |                                |                                      |

## Meilleure pré-production/production
| #      | Année | Producteur                | Film                                       |
| ------ | ----- | ------------------------- | ------------------------------------------ |
| 1er    | 1990  | N/A                       | N/A                                        |
| 2e     | 1991  | N/A                       | N/A                                        |
| 3e     | 1992  | N/A                       | N/A                                        |
| 4e     | 1993  | N/A                       | N/A                                        |
| 5e     | 1994  | N/A                       | N/A                                        |
| 6e     | 1995  | Junjun Cinema             | 48+1                                       |
| 7e     | 1999  | Lee Kwang-mo              | Spring in My Hometown                      |
| 8e     | 2000  | Lee Tae-won               | Chunhyang                                  |
| 9e     | 2001  | Oh Ki-min                 | Take Care of My Cat                        |
| 10e    | 2002  | Myung Films               | YMCA Baseball Team                         |
| 11e    | 2003  | Lee Seung-jae             | Spring, Summer, Fall, Winter... and Spring |
| 12e    | 2004  | Kim Dong-won              | Repatriation                               |
| 13e    | 2005  | Oh Jeong-wan, Lee Yoo-jin | All for Love                               |
| 14e    | 2006  | N/A                       | N/A                                        |
| 15e    | 2007  | N/A                       | N/A                                        |
| 16e    | 2008  | N/A                       | N/A                                        |
| 17e    | 2009  | Han Gil-ro                | Lifting King Kong                          |
| 18e    | 2010  | Chung Tae-won             | 71: Into the Fire                          |
| Arrêté |       |                           |                                            |

## Prix de la technique
| #   | Année | Récipiendaire                                                  | Film                                 |
| --- | ----- | -------------------------------------------------------------- | ------------------------------------ |
| 1er | 1990  | Kim Kyeong-il, Lee Young-gil                                   | North Korean Partisan in South Korea |
| 2e  | 1991  | Yang Dae-ho                                                    | Saui chanmi                          |
| 3e  | 1992  | Kim Seung-ho                                                   | Notre héros défiguré                 |
| 3e  | 1992  | N/A                                                            | Come Back, Frog Boys                 |
| 4e  | 1993  | N/A                                                            | N/A                                  |
| 5e  | 1994  | Kim Hyeon (montage) Kim Seon-jin (maquillage)                  | The Rules of the Game                |
| 6e  | 1995  | Hyun Dong-choon (montage)                                      | 48+1                                 |
| 6e  | 1995  | Jang In-hwan (maquillage)                                      | 301, 302                             |
| 6e  | 1995  | Kim Seong-moon (effets visuels)                                | 301, 302                             |
| 7e  | 1999  | Kim Hyeon (montage)                                            | City of the Rising Sun               |
| 7e  | 1999  | Oh Sang-man (direction artistique)                             | Art Museum by the Zoo                |
| 8e  | 2000  | Kim Hyeon[réf. nécessaire], Oh Sang-man (direction artistique) | Joint Security Area                  |
| 8e  | 2000  | Kim Cheol-seok                                                 | Nowhere to Hide                      |
| 9e  | 2001  | Kim Hyeon                                                      | Musa                                 |
| 9e  | 2001  | Jeong Do-an                                                    | Libera Me                            |
| 10e | 2002  | Im Jae-young                                                   | YMCA Baseball Team                   |
| 11e | 2003  | Choi Tae-young                                                 | Once Upon a Time in a Battlefield    |
| 12e | 2004  | Kang Jong-ik                                                   | Frères de sang                       |
| 13e | 2005  | Shin Jae-ho                                                    | Blood Rain                           |
| 14e | 2006  | Kim Suk-won                                                    | Hanbando                             |
| 14e | 2006  | Jang Hwi-cheol                                                 | The Host                             |
| 15e | 2007  | Lee Seung-chul                                                 | 200 Pounds Beauty                    |
| 15e | 2007  | Jung Ku-ho                                                     | Hwang Jin-yi                         |
| 16e | 2008  | Choi Tae-young                                                 | The Chaser                           |
| 17e | 2009  | Lee Seung-chul, Lee Sang-joon (son)                            | Take Off                             |
| 17e | 2009  | Hong Jang-pyo, Jeong Seong-jin (image)                         | Take Off                             |
| 18e | 2010  | Park Joon-oh, Park Jong-geun (son)                             | 71: Into the Fire                    |
| 19e | 2014  | Jeong Seong-jin                                                | Mr. Go                               |
| 20e | 2015  | Choi Tae-young (son)                                           | The Admiral: Roaring Currents        |
| 21e | 2016  | Cho Yong-seok (effets visuels)                                 | The Tiger: An Old Hunter's Tale      |
| 22e | 2017  | Kwak Tae-yong                                                  | Dernier train pour Busan             |
| 23e | 2018  | Kim Jee-yong                                                   | The Fortress                         |
| 24e | 2019  | Pi Dae Sung                                                    | Rampant                              |

## Prix spécial du jury
| #   | Année | Récipiendaire     | Film                                  |
| --- | ----- | ----------------- | ------------------------------------- |
| 1er | 1990  | N/A               | N/A                                   |
| 2e  | 1991  | N/A               | On a Starry Night                     |
| 3e  | 1992  | N/A               | Sir Dinosaur Marriage Story           |
| 4e  | 1993  | N/A               | In the Handful of Time Mother's Field |
| 5e  | 1994  | Choi Myung-gil    | La Vie en rose                        |
| 5e  | 1994  | Shin Chul         | Kumiho                                |
| 6e  | 1995  | N/A               | Mugoonghwa - Korean National Flower   |
| 7e  | 1999  | N/A               | N/A                                   |
| 8e  | 2000  | CNP Entertainment | Die Bad                               |
| 9e  | 2001  | Jeong Jae-eun     | Take Care of My Cat                   |
| 10e | 2002  | Lee Jeong-hyang   | The Way Home                          |
| 11e | 2003  | Kim Yoo-jin       | Wild Card                             |
| 12e | 2004  | Kang Woo-suk      | Silmido                               |
| 12e | 2004  | Kang Je-gyu       | Frères de sang                        |
| 12e | 2004  | Park Chan-wook    | Old Boy                               |
| 13e | 2005  | Min Kyu-dong      | All for Love                          |
| 14e | 2006  | Park Joong-hoon   | Radio Star                            |
| 15e | 2007  | Heo In-moo        | Herb                                  |
| 16e | 2008  | Cha In-pyo        | Crossing                              |
| 17e | 2009  | Yang Ik-june      | Breathless                            |
| 17e | 2009  | Lee Hae-joon      | Castaway on the Moon                  |
| 18e | 2010  | Chung Tae-won     | 71: Into the Fire                     |
| 19e | 2014  | N/A               | N/A                                   |
| 20e | 2015  | Woo Moon-gi       | The King of Jokgu                     |
| 21e | 2016  | N/A               | N/A                                   |
| 23e | 2018  | 꽃손              | 권순중 감독                           |

## Divers
| #   | Année | Catégorie                                                                        | Récipiendaire | Film                                  |
| --- | ----- | -------------------------------------------------------------------------------- | --- | ------------------------------------- |
| 1er | 1990  | Prix d'excellence                                                                | Yoon Bong-choon, Lee Kyu-hwan                                                                                            | N/A                                   |
| 2e  | 1991  | Meilleurs costumes                                                               | Kim Young-joo, Ha Young-soo, Lee Hae-yoon                                                                                | Saui chanmi                           |
| 3e  | 1992  | Meilleurs costumes                                                               | Lee Kyung-hee, Shim Yoon-joo                                                                                             | Marriage Story                        |
| 4e  | 1993  | Meilleurs effets visuels                                                         | Lee Moon-geol | Mother's Field                        |
| 5e  | 1994  | 신인장려상                                                                       | Lee Jae-rak | 자정 이후                             |
| 6e  | 1995  | 장려상                                                                           | Film Arirang | Light in My Heart                     |
| 8e  | 2000  | Meilleur nouveau directeur de la photographie                                    | Hong Kyung-pyo | Il mare[pas clair]                    |
| 8e  | 2000  | Prix d'excellence                                                                | Kim Han-seob | N/A                                   |
| 8e  | 2000  | Prix spécial d'interprétation                                                    | Lee Mu-jeong | Truth Game                            |
| 10e | 2002  | 100ème anniversaire du Prix d'excellence commémoratif des Chunsa Film Art Awards | Im Kwon-taek (réalisateur) Jung Il-sung (directeur de la photographie) Lee Tae-won (président des Taeheung Film Studios) | N/A                                   |
| 11e | 2003  | Prix d'excellence pour le développement du cinéma coréen                         | Kim Dae-jung | N/A}                                  |
| 12e | 2004  | Prix d'excellence                                                                | Yang Ki-hwan (images) Ahn Sung-ki (quota de films solidarité culturelle)                                                 | N/A                                   |
| 14e | 2006  | Meilleurs costumes                                                               | Kwon Yoo-jin | Blue Swallow                          |
| 17e | 2009  | Prix d'interprétation d'ensemble                                                 | Lee Jae-eung, Choi Jae-hwan, Ha Jung-woo, Kim Ji-seok, Kim Dong-wook                                                     | Take Off                              |
| 18e | 2010  | Prix spécial d'interprétation                                                    | Park Joong-hoon | My Dear Desperado                     |
| 19e | 2014  | Prix spécial d'excellence                                                        | Kang Dae-jin (président de l'association nationale des propriétaires de théâtre)                                         | N/A                                   |
| 20e | 2015  | Prix spécial du public pour le meilleur film                                     | N/A | Ode to My Father                      |
| 20e | 2015  | Prix spécial pour contribution au développement du cinéma                        | Myung Films | N/A                                   |
| 21e | 2016  | Prix spécial d'excellence                                                        | Im Kwon-taek | N/A                                   |
| 21e | 2016  | Prix spécial du public pour le meilleur film                                     | N/A | Spirits' Homecoming                   |
| 22e | 2017  | Prix spécial d'excellence                                                        | Kim Soo-yong | N/A                                   |
| 22e | 2017  | Prix spécial du public pour le meilleur film                                     | N/A | Dernier train pour Busan              |
| 23e | 2018  | Prix spécial d'excellence                                                        | Ju Heo-seong, Jang Na-ra                                                                                                 | N/A                                   |
| 23e | 2018  | Prix spécial du public pour le meilleur film                                     | N/A | Along With the Gods : Les Deux Mondes |
| 24e | 2019  | Prix d'excellence                                                                | Lee Sung Kyung, Uhm Tae Goo                                                                                              |                                       |
|     | 2019  | Prix spécial du public pour le meilleur film                                     | N/A | Extreme Job                           |

## Prix du plus bel artiste dans un film
| #   | Année | Récipiendaire |
| --- | ----- | ------------- |
| 1er | 1990  | N/A           |
| 2e  | 1991  | N/A           |
| 3e  | 1992  | N/A           |
| 4e  | 1993  | N/A           |
| 5e  | 1994  | N/A           |
| 6e  | 1995  | N/A           |
| 7e  | 1999  | N/A           |
| 8e  | 2000  | N/A           |
| 9e  | 2001  | N/A           |
| 10e | 2002  | N/A           |
| 11e | 2003  | N/A           |
| 12e | 2004  | N/A           |
| 13e | 2005  | N/A           |
| 14e | 2006  | N/A           |
| 15e | 2007  | N/A           |
| 16e | 2008  | Yoon Il-bong  |
| 17e | 2009  | Choi Seok-gyu |
| 18e | 2010  | Moon Hee      |
| 19e | 2014  | N/A           |
| 20e | 2015  | N/A           |
| 21e | 2016  | N/A           |

## Prix culturel coréen
| #   | Année | Récipiendaire  |
| --- | ----- | -------------- |
| 1er | 1990  | N/A            |
| 2e  | 1991  | N/A            |
| 3e  | 1992  | N/A            |
| 4e  | 1993  | N/A            |
| 5e  | 1994  | N/A            |
| 6e  | 1995  | N/A            |
| 7e  | 1999  | N/A            |
| 8e  | 2000  | N/A            |
| 9e  | 2001  | N/A            |
| 10e | 2002  | N/A            |
| 11e | 2003  | N/A            |
| 12e | 2004  | N/A            |
| 13e | 2005  | N/A            |
| 14e | 2006  | N/A            |
| 15e | 2007  | N/A            |
| 16e | 2008  | Shin Hyun-joon |
| 17e | 2009  | Choi Jung-won  |
| 17e | 2009  | Jung Joon-ho   |
| 18e | 2010  | N/A            |
| 19e | 2014  | N/A            |
| 20e | 2015  | N/A            |
| 21e | 2016  | N/A            |

## Prix Chunsa
| #   | Année | Récipiendaire     |
| --- | ----- | ----------------- |
| 1er | 1990  | N/A               |
| 2e  | 1991  | Kwon Young-soon   |
| 3e  | 1992  | Kim Il-hae        |
| 4e  | 1993  | Choi Hoon         |
| 5e  | 1994  | Lee Chang-geun    |
| 6e  | 1995  | Im Kwon-taek      |
| 7e  | 1999  | Hwang Moon-pyeong |
| 8e  | 2000  | N/A               |
| 9e  | 2001  | N/A               |
| 10e | 2002  | N/A               |
| 11e | 2003  | Jang Dong-hwi     |
| 12e | 2004  | N/A               |
| 13e | 2005  | N/A               |
| 14e | 2006  | N/A               |
| 15e | 2007  | N/A               |
| 16e | 2008  | N/A               |
| 17e | 2009  | N/A               |
| 18e | 2010  | N/A               |
| 19e | 2014  | N/A               |
| 20e | 2015  | N/A               |
| 21e | 2016  | N/A               |

## Chunsa Daesang (Grand Prix)
| #   | Année | Récipiendaire |
| --- | ----- | ------------- |
| 1er | 1990  | N/A           |
| 2e  | 1991  | N/A           |
| 3e  | 1992  | N/A           |
| 4e  | 1993  | N/A           |
| 5e  | 1994  | N/A           |
| 6e  | 1995  | N/A           |
| 7e  | 1999  | N/A           |
| 8e  | 2000  | N/A           |
| 9e  | 2001  | N/A           |
| 10e | 2002  | N/A           |
| 11e | 2003  | N/A           |
| 12e | 2004  | N/A           |
| 13e | 2005  | N/A           |
| 14e | 2006  | N/A           |
| 15e | 2007  | N/A           |
| 16e | 2008  | Kim Soo-yong  |
| 17e | 2009  | Choi Eun-hee  |
| 18e | 2010  | Lee Dae-geun  |
| 19e | 2014  | N/A           |
| 20e | 2015  | N/A           |
| 21e | 2016  | N/A           |